# Средња стручна школа Јања
Средња стручна школа Јања је средња стручна школа са седиштем у Јањи, једина је школа на подручју општине Бијељина и шире која садржи смерове Геодезија и грађевинарство и Угоститељство и туризам. Основана је 1999. године. Налази се у граду Бијељина, у улици Карађорђева бр. 250.

## Историјат
Средња стручна школа Јања је основана 1999. године, представља шесту по реду средњу школу на подручју општине Бијељина. Рад је почела у областима геодезије и грађевинарства, машинства и обраде метала и трговине, угоститељства и туризма. Данас садржи смерове Економија, право и трговина, Угоститељство и туризам и Геодезија и грађевинарство.
Године 2012. су освојили пето место на нивоу Босне и Херцеговине у избору за најдемократичнију школу. Школске 2015—16. године је била домаћин Сајма предузећа за вежбу, који је одржан на државном нивоу. У оквиру пројеката „Прилика плус” и „CОTON” школске 2017—18. су од Владе Швајцарске добили опремљен кабинет–кухињу за извођење практичне наставе смерова угоститељске струке и тада су започели дуално образовање.

## Догађаји
Догађаји средње стручне школе Јања:
- Светосавска академија[3]
- Дан школе[4]
- Кампања „Књигом против короне”[5]
- Сајам средњих школа и занимања „Изабери школу — изабери будућност”[6]